# Futbol a Geòrgia

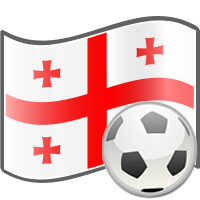

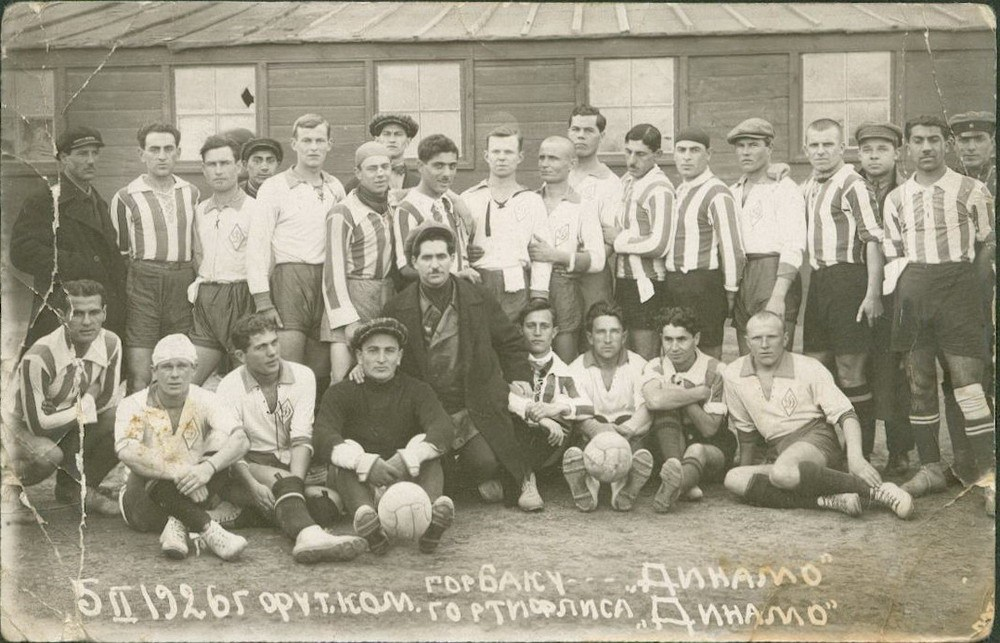
Dinamo Baku i Dinamo Tbilisi el 1926.

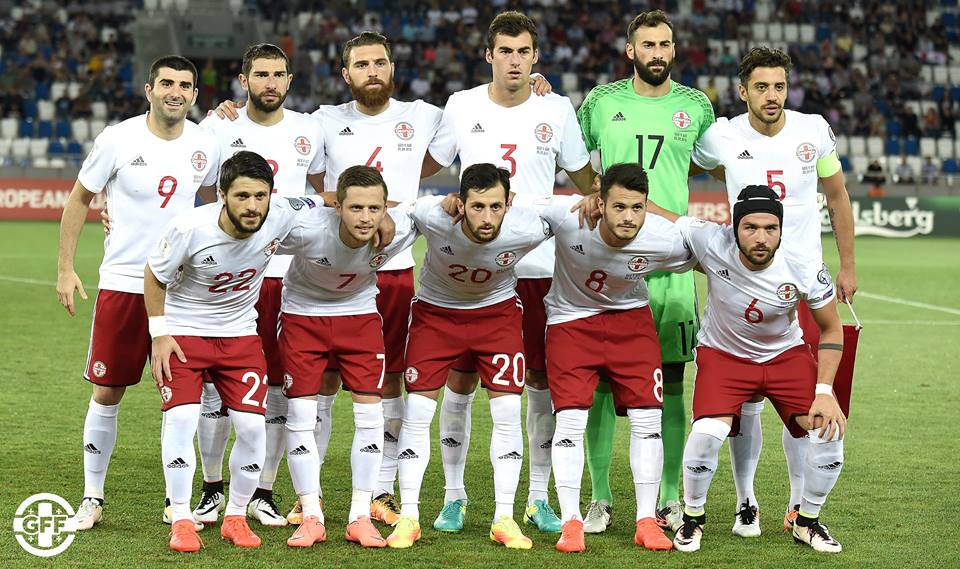
Selecció de Geòrgia.

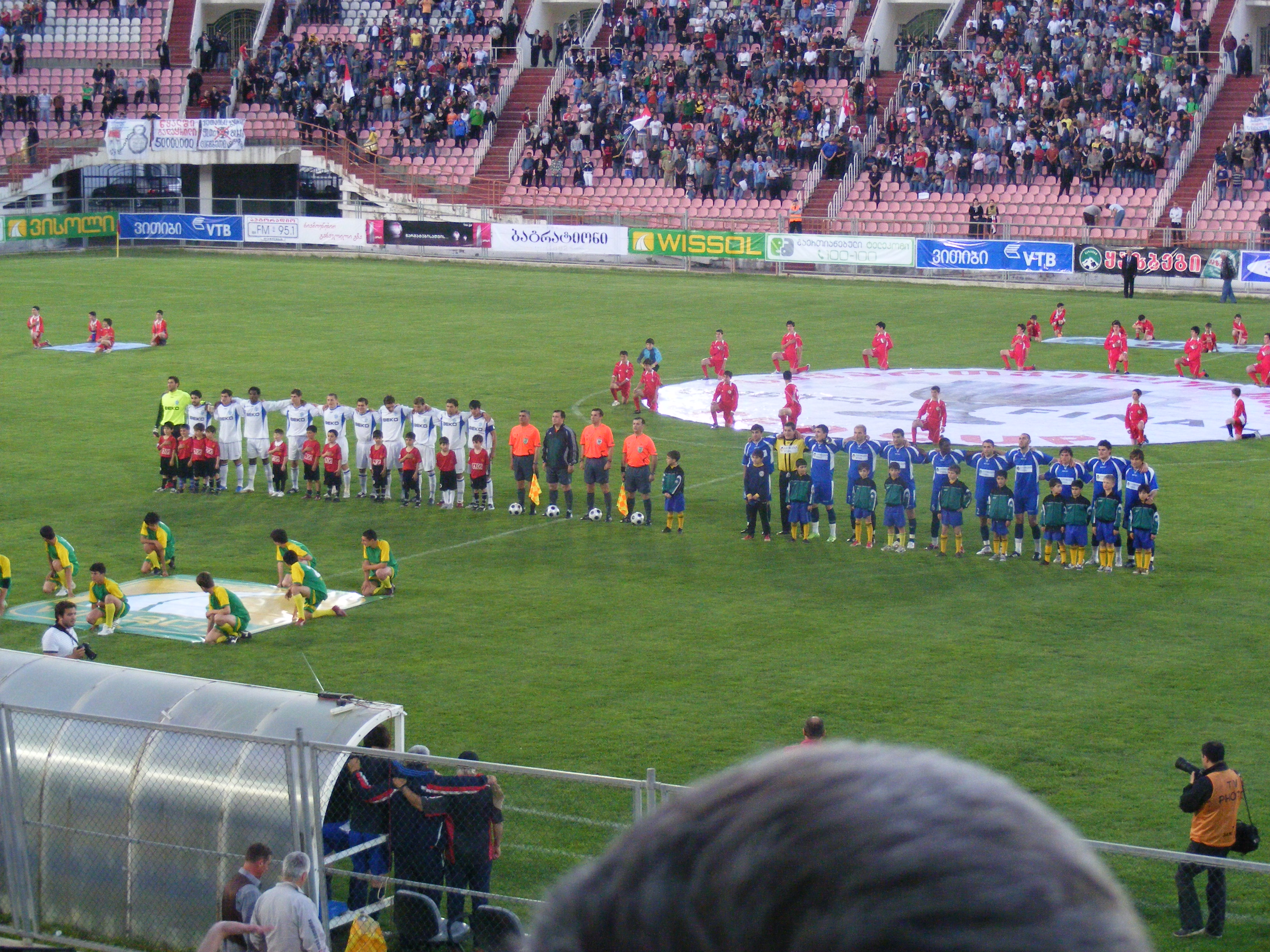
Final de la Copa 2009 entre Dinamo Tbilisi i Metalurgi Rustavi.

El futbol és l'esport més popular a Geòrgia. És dirigit per la Federació Georgiana de Futbol (GFF).

## Història
El futbol va arribar a Geòrgia a finals del segle xix quan mariners anglestos jugaven durant el seu temps lliure amb una pilota a prop del pot de Poti, al mar Negre. Aquest nou joc ràpidament va estendre's entre els georgians i a principis del segle xx es va fundar el primer club de futbol de Geòrgia, el Sokol (falcó en rus), que pocs anys després va traduir el seu nom al georgià, Shevardeni. A més del ja esmenat Shevardeni 1906 Tbilisi (1906), els primers clubs del país van ser Comet Tbilisi (1907), FC Kolkheti Poti (1913), Odishi Zugdidi (1918), FC Dinamo Batumi (1925), FC Dinamo Tbilisi (1925) i FC Dinamo Sukhumi (1927). La Federació Georgiana no fou creada fins al 1936 com a part de la Federació Soviètica, i va ser el 1990 quan va esdevenir una Federació independent.

## Competicions organitzades per la GFF
- Lliga:
  - Erovnuli Liga: 10 equips
  - Erovnuli Liga 2: 10 equips
  - Liga 3: 16 equips
  - Liga 4: 16 equips
  - Regionuli Liga: 39 equips dividits en 3 grups
- Copa georgiana de futbol
- Supercopa georgiana de futbol

## Principals clubs
Clubs guanyadors d'alguna lliga o copa (fins 2022).
- FC Dinamo Tbilisi
- FC Torpedo Kutaisi
- FC Locomotive Tbilisi
- FC WIT Georgia
- FC Metalurgi Rustavi
- FC Zestafoni
- FC Sioni Bolnisi
- FC Dila Gori
- FC Samtredia
- FC Saburtalo Tbilisi
- FC Ameri Tbilisi
- FC Dinamo Batumi
- FC Chikhura Sachkhere
- FC Gagra
- FC Guria Lanchkhuti

## Jugadors destacats
Font:
Des de 1940
- Borís Paitxadze
- Gaioz Jejelava

Des de 1950
- Givi Chokheli
- Avtandil Gogoberidze

Des de 1960
- Murtaz Khourtsilava
- Slava Metreveli
- Mikheil Meskhi
- Anzor Kavazashvili
- Sergo Kotrikadze

Des de 1970
- Revaz Dzodzuashvili
- Kakhi Asatiani
- David Kipiani
- Otar Gabelia
- Vitaly Daraselia
- Vladímir Gutsàiev
- Manuchar Machaidze
- Nodar Khizanishvili

Des de 1980
- Ramaz Shengelia
- Aleksandr Chivadze
- Tengiz Sulakvelidze
- Revaz Chelebadze

Des de 1990
- Georgi Kinkladze
- Kakhaber Tskhadadze
- Temur Ketsbaia
- Xota Arveladze

Des de 2000
- Kakhaber Kaladze
- Lèvan Kobiaixvili
- Àleksandre Iaixvili

Des de 2010
- Guram Kàixia
- Sòlomon Kvirkvèlia
- Djaba Kankava

Des de 2020
- Khvitxa Kvaratskhèlia
- Guiorgui Mamardaixvili
- Georges Mikautadze

## Principals estadis

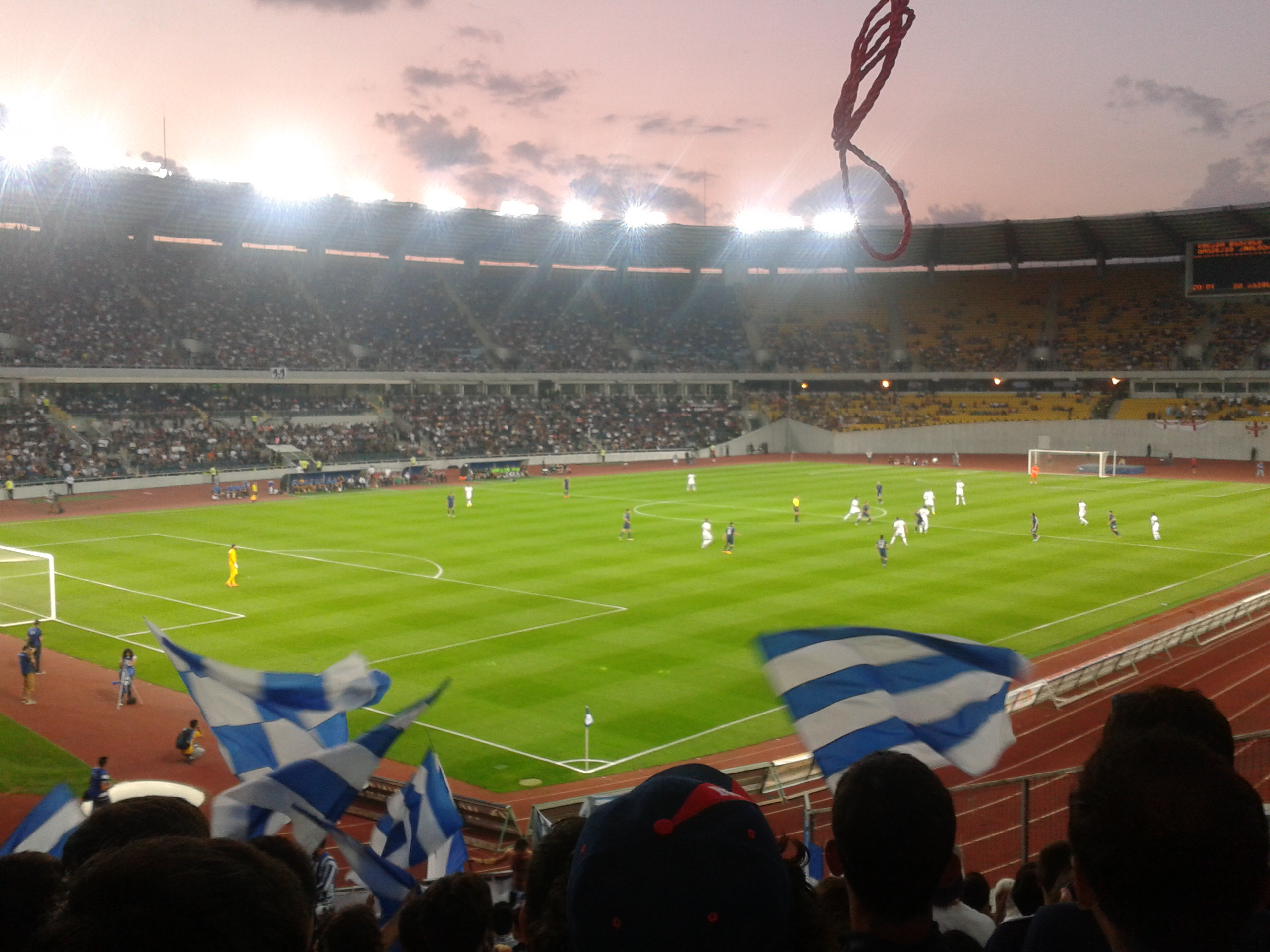
Estadi Borís Paitxadze

- Borís Paitxadze Dinamo Arena (Tbilisi)
- Estadi Mikheil Meskhi (Tbilisi)
- Estadi Ramaz Shengelia (Kutaisi)
- Estadi Poladi (Rustavi)
- Estadi Tengiz Burjanadze (Gori)